# Denier
Denier (förkortas den) är ett mått på tjockleken av garn, som används till exempelvis nylonstrumpor och silkesstrumpor, och avser vikten i gram av 9 000 meter garn vid 70 °F och 75% relativ luftfuktighet. Ett 20 denier garn med längden 9 000 meter väger alltså 20 gram. Ett närbesläktat mått är tex, vilket motsvarar vikten i gram av 1 000 meter garn eller tråd. En denier motsvarar alltså 1/9 tex. Ofta används enheten decitex (dtex), vilken motsvarar 0,9 denier.
Ju högre denier-tal desto tjockare och slitstarkare strumpor, och vice versa. De första nylonstrumporna var 70 denier. Riktigt tunna "skira" nylonstrumpor (eng. sheer stockings) är på 15 denier, medan normaltjocka är på 30–40 denier.
Ibland förekommer gauge och det är det engelska måttet för garnets tjocklek i nylon- silkesstrumporna och istället avser det antalet nålar på en 1,5 inch (38,1 mm) bred väv. En 60 gauge vävstol har 60 nålar på en 38,1 mm sektion. Ju fler nålar desto finare maskor, och en tunnare väv kan framställas för nylonstrumporna. 15 denier motsvarar ungefär 60 gauge.
Tillverkningen av syntetiska garner har utvecklats enormt under de senaste decennierna. I början av 1960-talet var 60-deniergarnet något ganska nytt, men bara tio år senare lanserades 20-deniergarnet. Wolford i samarbete med DuPont utvecklade 1992 ett 9-deniergarn, och endast ett år senare lanserade Wolford strumpbyxor och nylonstrumpor i 7 och 5 denier.